# Erasmus Caemmerer
Erasmus Caemmerer (* um 10. Mai 1868; † nach 1958) war ein deutscher Elektroingenieur und Hochschullehrer.

## Leben
Caemmerer studierte am ersten Lehrstuhl für Elektrotechnik bei Erasmus Kittler an der TH Darmstadt und legte dort 1890 das Examen als Elektroingenieur ab.
Caemmerer arbeitete später als Betriebsingenieur bei der Siemens & Halske A.-G. in Berlin. 1895 wurden auf ihn, gemeinsam mit Fritz G. Mayer, in Chicago zwei Patente für eine Dynamo-Electric Machine eingetragen, 1897 ein weiteres für eine Befestigung.
1902 wurde Caemmerer zum etatmäßigen Professor an der großherzoglichen Baugewerkeschule Karlsruhe ernannt.
Erasmus und Ehefrau Christina Caemmerer waren die Eltern von Gerhard Caemmerer (1905–1961).

## Auszeichnungen
- Badische Jubiläumsmedaille[5]